# Československá hokejová reprezentace v sezóně 1951/1952
Československá hokejová reprezentace v sezóně 1951/1952 sehrála celkem 8 zápasů.

## Přehled mezistátních zápasů
| Pořadí | Datum              | Soupeř    | Výsledek              | Soutěž                    | Místo utkání |
| ------ | ------------------ | --------- | --------------------- | ------------------------- | ------------ |
| 210.   | 16. srpna 1951     | NDR       | 25:2 (10:0, 7:1, 8:1) | přátelsky                 | Berlín       |
| 211.   | 18. srpna 1951     | NDR       | 19:1 (7:0, 4:0, 6:1)  | přátelsky                 | Berlín       |
| 212.   | 23. listopadu 1951 | Švédsko   | 5:2 (2:0, 2:1, 1:1)   | přátelsky                 | Stockholm    |
| 213.   | 25. listopadu 1951 | Švédsko   | 3:1 (1:1, 2:0, 0:0)   | přátelsky                 | Stockholm    |
| 214.   | 25. ledna 1952     | Polsko    | 9:0 (1:0, 3:0, 5:0)   | přátelsky                 | Praha        |
| 215.   | 30. ledna 1952     | Švédsko   | 3:1 (1:1, 0:0, 2:0)   | přátelsky                 | Praha        |
| 216.   | 1. února 1952      | Švédsko   | 3:2 (2:1, 0:0, 1:1)   | přátelsky                 | Praha        |
| 217.   | 15. února 1952     | Polsko    | 8:2 (3:1, 2:1, 3:0)   | Zimní olympijské hry 1952 | Drammen      |
| 218.   | 16. února 1952     | Norsko    | 6:0 (2:0, 2:0, 2:0)   | Zimní olympijské hry 1952 | Oslo         |
| 219.   | 17. února 1952     | SRN       | 6:1 (0:0, 2:0, 4:1)   | Zimní olympijské hry 1952 | Oslo         |
| 220.   | 19. února 1952     | Kanada    | 1:4 (1:1, 0:1, 0:2)   | Zimní olympijské hry 1952 | Oslo         |
| 221.   | 21. února 1952     | Finsko    | 11:2 (4:1, 3:0, 4:1)  | Zimní olympijské hry 1952 | Sandvika     |
| 222.   | 22. února 1952     | Švýcarsko | 8:3 (0:2, 2:1, 6:0)   | Zimní olympijské hry 1952 | Oslo         |
| 223.   | 23. února 1952     | USA       | 3:6 (1:2, 0:4, 2:0)   | Zimní olympijské hry 1952 | Oslo         |
| 224.   | 24. února 1952     | Švédsko   | 4:0 (2:0, 2:0, 0:0)   | Zimní olympijské hry 1952 | Oslo         |
| 225.   | 25. února 1952     | Švédsko   | 3:5 (2:0, 1:1, 0:4)   | Zimní olympijské hry 1952 | Oslo         |

## Bilance sezóny 1951/52
| Soupeř    | Zápasy | Výhry | Remízy | Prohry | Skóre  |
| --------- | ------ | ----- | ------ | ------ | ------ |
| Finsko    | 1      | 1     | 0      | 0      | 11:2   |
| Kanada    | 1      | 0     | 0      | 1      | 1:4    |
| NDR       | 2      | 2     | 0      | 0      | 44:3   |
| Norsko    | 1      | 1     | 0      | 0      | 6:0    |
| Polsko    | 2      | 2     | 0      | 0      | 17:2   |
| SRN       | 1      | 1     | 0      | 0      | 6:1    |
| Švédsko   | 6      | 5     | 0      | 1      | 21:11  |
| Švýcarsko | 1      | 1     | 0      | 0      | 8:3    |
| USA       | 1      | 0     | 0      | 1      | 3:6    |
| Celkem    | 16     | 13    | 0      | 3      | 117:32 |

## Další zápasy reprezentace
| Datum         | Soupeř           | Výsledek             | Soutěž    | Místo utkání |
| 4. února 1952 | Plzeňský kraj    | 10:5 (3:1, 1:2, 6:2) | přátelsky | Plzeň        |
| 5. února 1952 | Ústecký kraj     | 17:3 (7:1, 7:0, 3:2) | přátelsky | Chomutov     |
| 6. února 1952 | Karlovarský kraj | 16:1 (3:0, 4:0, 9:1) | přátelsky | Karlovy Vary |

## Přátelské mezistátní zápasy
Československo –  NDR 25:2 (10:0, 7:1, 8:1)
16. srpna 1951 – Berlín

Branky Československa: 7x Vlastimil Bubník, 7x Miloslav Charouzd, 6x Jiří Sekyra, 2x Bronislav Danda, Zdeněk Jeřábek, Václav Bubník, Vlastimil Hajšman.

Branky NDR: Werner Schmiedel, Paul Mann.

Rozhodčí: Wiesenthal (GDR)
ČSR: Jan Richter – Jiří Anton, Václav Bubník, Miroslav Kluc, Karel Gut – Vlastimil Hajšman, Bronislav Danda, Miloslav Charouzd – Zdeněk Jeřábek, Vlastimil Bubník, Jiří Sekyra.
 Československo –  NDR 19:1 (7:0, 4:0, 6:1)
18. srpna 1951 – Berlín

Branky Československa: 5x Vlastimil Bubník, 3x Vlastimil Hajšman, 2x Jiří Sekyra, 2x Bronislav Danda, 2x Miloslav Charouzd, 2x Miroslav Kluc, Václav Bubník, Jiří Anton, Karel Gut.

Branky NDR: Johannes Kossmann.

Rozhodčí: Wiesenthal (GDR), Kostka (TCH)
ČSR: Jan Richter - Jiří Anton, Václav Bubník, Miroslav Kluc, Karel Gut – Vlastimil Hajšman, Bronislav Danda, Miloslav Charouzd – Zdeněk Jeřábek, Vlastimil Bubník, Jiří Sekyra.
 Československo –  Švédsko 5:2 (2:0, 2:1, 1:1)
23. listopadu 1951 – Stockholm

Branky a nahrávky Československa: 12. Bronislav Danda (Vlastimil Bubník, Miloslav Charouzd), 15. Miroslav Kluc (Vlastimil Hajšman), 33. Vlastimil Bubník (Bronislav Danda), 35. Vlastimil Bubník, 55. Vlastimil Bubník.

Branky a nahrávky Švédska: 29. Hans Tvilling-Andersson, 51. Karl-Axel Haglund.

Rozhodčí: Gosta Ahlin (SWE), Banseth (TCH)

Vyloučení: 1:3 (využití 1:1)  
ČSR: Jan Richter – Miroslav Nový, Zdeněk Pýcha, Karel Gut, Václav Bubník – Vlastimil Hajšman, Miroslav Kluc, Miloslav Blažek – Vlastimil Bubník, Bronislav Danda, Miloslav Charouzd – Miroslav Rejman, Jiří Valta, Jiří Sekyra.
Švédsko: Arne Johansson – Ake Andersson, Rune Johansson, Lars Björn, Karl-Axel Haglund – Stig Tvilling-Andersson, Hans Tvilling-Andersson, Stig Carlsson – Rune Larsson, Sven Tumba Johansson, Lars Pettersson – Bertz Zetterberg, Rolf Petersson
 Československo –  Švédsko 3:1 (1:1, 2:0, 0:0)
25. listopadu 1951 – Stockholm

Branky a nahrávky Československa: 16. Miloslav Charouzd (Vlastimil Bubník), 25. Vlastimil Bubník (Bronislav Danda), 27. Vlastimil Bubník.

Branky a nahrávky Švédska: 11. Ake Andersson.

Rozhodčí: Gosta Ahlin (SWE), Banseth (TCH)

Vyloučení: 1:1 (využití 0:0)
ČSR: Jan Richter – Zdeněk Pýcha, Miroslav Nový, Karel Gut, Václav Bubník – Miloslav Blažek, Miroslav Kluc, Vlastimil Hajšman – Miloslav Charouzd, Bronislav Danda, Vlastimil Bubník
Švédsko: Thord Flodqvist – Ake Andersson, Rune Johansson, Lars Björn, Karl-Axel Haglund – Stig Tvilling-Andersson, Hans Tvilling-Andersson, Mackan Petersson – Rune Larsson, Sven Tumba Johansson, Lars Pettersson.
 Československo –  Polsko  9:0 (1:0, 3:0, 5:0)
25. ledna 1952 – Praha

Branky a nahrávky Československa: 18. Slavomír Bartoň (Jiří Sekyra), 30. Vlastimil Bubník (Bronislav Danda, Miloslav Charouzd), 34. Slavomír Bartoň (Miroslav Rejman), 39. Vlastimil Bubník (Bronislav Danda, Miloslav Charouzd), 41. Vlastimil Bubník, 47. Vlastimil Bubník (Bronislav Danda), 52. Vlastimil Bubník (Miloslav Charouzd), 53. Vlastimil Hajšman, 56. Miloslav Charouzd (Vlastimil Bubník).

Rozhodčí: Jerzy Zarzicki (POL), Vůjtěch (TCH)

Vyloučení: 0:1 (využití 0:0)
ČSR:Jan Richter – Miroslav Nový, Miloslav Ošmera, Zdeněk Pýcha, Jan Lidral, Václav Bubník - Vlastimil Bubník, Bronislav Danda, Miloslav Charouzd – Vlastimil Hajšman, Oldřich Sedlák, Miloslav Blažek – Miroslav Rejman, Slavomír Bartoň, Jiří Sekyra.
Polsko: Stanisław Szlendak – Hilary Skarżyński, Henryk Bromowicz, Kazimierz Chodakowski, Zdislaw Nowak, Michał Antuszewicz – Marian Jeżak, Stefan Csorich, Eugeniusz Lewacki – Adolf Wróbel, Alfred Gansiniec, Antoni Wróbel – Rudolf Czech, Zdiszław Trojanowski, Tadeusz Świcarz.
 Československo –  Švédsko 3:1 (1:1, 0:0, 2:0)
30. ledna 1952 – Praha

Branky a nahrávky Československa: 15. Vlastimil Bubník, 47. Bronislav Danda (Vlastimil Bubník), 59. Miloslav Charouzd.

Branky a nahrávky Švédska: 10. Lars Pettersson.

Rozhodčí: Alf Axberg (SWE), Jan Krásl (TCH)

Vyloučení: 2:2 (využití 0:0) 
ČSR: Jan Richter – Miroslav Nový, Miloslav Ošmera, Karel Gut, Václav Bubník – Vlastimil Bubník, Bronislav Danda, Miloslav Charouzd – Vlastimil Hajšman (31. Miroslav Rejman), Oldřich Sedlák (31. Slavomír Bartoň), Miloslav Blažek (31. Jiří Sekyra). 
Švédsko: Thord Flodqvist – Rune Johansson, Göte Almqvist, Karl-Erik Andersson, Lars Björn – Yngve Karlsson, Hans Tvilling-Andersson, Lars Pettersson – Bror Pettersson, Holger Nurmela, Rolf Pettersson – Folke Gustafsson, Erik Granath, Ake Larsson.
 Československo –  Švédsko 3:2 (2:1, 0:0, 1:1)
1. února 1952 – Praha

Branky a nahrávky Československa: 8. Slavomír Bartoň (Miroslav Rejman), 19. Vlastimil Bubník (Bronislav Danda, Miloslav Charouzd), 60. Miroslav Rejman (Slavomír Bartoň).

Branky a nahrávky Švédska: 9. Rolf Pettersson, 48. Folke Gustavsson.

Rozhodčí: Jaroslav Dvorský (TCH), Alf Axberg (SWE)

Vyloučení: 2:2 (využití 0:0) 
ČSR: Jan Richter (Jozef Záhorský) – Miroslav Nový, Miloslav Ošmera, Karel Gut, Václav Bubník - Vlastimil Bubník, Bronislav Danda, Miloslav Charouzd – Miroslav Rejman, Slavomír Bartoň, Jiří Sekyra (41. Miloslav Blažek – Vlastimil Hajšman.
Švédsko: Lasse Svensson – Rune Johansson, Göte Almqvist, Karl-Erik Andersson, Lars Björn – Yngve Karlsson, Hans Tvilling-Andersson, Lars Pettersson – Rolf Pettersson, Holger Nurmela, Bror Pettersson – Folke Gustafsson, Erik Granath, Ake Larsson.

## Další zápasy reprezentace
Československo –  Plzeňský kraj (Leninovy závody Plzeň, Kovosvit Holoubkov) 10:5 (3:1, 1:2, 6:2)
4. února 1952 – Plzeň

Branky Československa: 4x Bronislav Danda, 2x Miloslav Charouzd, 2x Miloslav Blažek, Vlastimil Bubník, Vlastimil Hajšman.

Branky Plezeňského kraje: 2x Kuba, 2x Veselý, J. Liška.

Rozhodčí: Václav Beránek (TCH), Svoboda (TCH)
ČSR: Jozef Záhorský - Václav Bubník, Karel Gut, Jan Lidral, Zdeněk Pýcha - Vlastimil Bubník, Bronislav Danda, Miloslav Charouzd – Vlastimil Hajšman, Slavomír Bartoň, Miloslav Blažek.
 Československo –  Ústecký kraj (Sokol Hutě Chomutov, Sokol Krušnohor, Sokol Jimlín)  17:3 (7:1, 7:0, 3:2)
5. února 1952 – Chomutov

Branky Československa: 4x Vlastimil Bubník, 3x Slavomír Bartoň, 2x Vlastimil Hajšman, Bronislav Danda, Miloslav Blažek, Václav Bubník, Miloslav Charouzd, Miroslav Nový, Zdeněk Pýcha, Jiří Sekyra, Miroslav Rejman.

Branky Ústeckého kraje: Otto Cimrman, Svitek, Oldřich Hurych.

Rozhodčí: Davídek (TCH), Plánička (TCH)

Vyloučení: 0:0
ČSR: Jan Richter – Václav Bubník, Karel Gut, Miroslav Nový, Jan Lidral, Zdeněk Pýcha - Vlastimil Bubník, Bronislav Danda, Miloslav Charouzd – Vlastimil Hajšman, Slavomír Bartoň, Miloslav Blažek - Miroslav Rejman, Jiří Sekyra.
Ústecký kraj: Miroslav Pašek (Verych) - Bartl, Knotek, Sekera, Zábranský, Buřt, Blahouš Kluc, Galina, Josef Kluc, Jirků, Otto Cimrman, Mottl, Svitek, Oldřich Hurych.
 Československo –  Karlovarský kraj 16:1 (3:0, 4:0, 9:1) 
5. února 1952 – Karlovy Vary

Branky Československa: 4x Vlastimil Bubník, 4x Bronislav Danda, 4x Miloslav Charouzd, 2x Miroslav Rejman, 2x Slavomír Bartoň.

Branky Karlovarského kraje: Josef Stock.

Rozhodčí: Václav Beránek (TCH), Hříbal (TCH)

Vyloučení: 0:0
ČSR: Jozef Záhorský – Václav Bubník, Karel Gut, Miroslav Nový, Zdeněk Pýcha, Jan Lidral - Vlastimil Bubník, Bronislav Danda, Miloslav Charouzd – Miroslav Rejman, Slavomír Bartoň, Jiří Sekyra.